# Heinz Goll (Politiker)
Heinz Goll (* 26. Oktober 1938 in Rastatt) ist ein deutscher Politiker (SPD).

## Leben und Beruf
Nach dem Volksschulabschluss in Bad Rotenfels absolvierte Heinz Goll bis 1956 eine Ausbildung zum Maschinenschlosser. Goll besuchte Internatsschulen des Deutschen Gewerkschaftsbundes und der IG Metall. Bis 1963 war er Vorsitzender der Betriebsjugendvertretung im Daimler-Benz-Werk in Gaggenau, danach Betriebsrat. 1963 wurde er Gewerkschaftssekretär der IG Metall in Gaggenau, 1972 zweiter Bevollmächtigter und schließlich war er von 1980 bis 1996 erster Bevollmächtigter der IG Metall. Außerdem war Goll lange Jahre ehrenamtlicher Richter am Sozial- und Arbeitsgericht sowie alternierender Vorsitzender der Agentur für Arbeit und im Vorstand der AOK. 
Goll ist verheiratet und hat zwei Kinder.

## Politik
1962 trat Goll der SPD bei. Von 1964 bis 1977 war er Ortsvereinsvorsitzender und von 1977 bis 1987 Vorsitzender des Kreisverbands der SPD. Er war außerdem von 1969 bis 2011 Gemeinderat von Gaggenau. Von 1983 bis 2009 war er dort Vorsitzender der SPD-Fraktion. Viele Jahre war Goll auch Mitglied des Kreistages des Landkreises Rastatt. 1984 wurde Goll Mitglied des Landtags von Baden-Württemberg. Er gehörte ihm bis 2001 insgesamt vier Legislaturperioden an. Er vertrat dort den Wahlkreis 32 (Rastatt).

## Ehrungen
- 1987 Ehrenmedaille der französischen Gewerkschaft Force ouvrière (FO)
- 1988 Ehrenmedaille der israelischen Gewerkschaft Histadrut
- 1990: Verdienstkreuz am Bande des Verdienstordens der Bundesrepublik Deutschland (durch MP Lothar Späth)
- 1998 Badische Sparkassen Medaille in Gold
- 2001: Verdienstkreuz I. Klasse des Verdienstordens der Bundesrepublik Deutschland (durch MP Erwin Teufel)
- 2008: Verdienstabzeichen in Gold mit Lorbeerkranz des Städtetag Baden-Württemberg
- 2009: Willy-Brandt-Medaille
- 2011 Ehrenbürgerwürde der Stadt Annemasse (Frankreich)
- 2013: Ehrenbürgerwürde der Stadt Gaggenau